# Ley de Propiedad Intelectual (Panamá)
Panamá ha aprobado varias leyes que protegen propiedad intelectual en el país.

## Ley de derecho de autor
La Asamblea Nacional en 1994 aprobó una ley de derecho de autor comprensible (Ley 15), basado en una Organización Mundial de Propiedad Intelectual. La ley moderniza la  protección de derecho de autor en Panamá, proporciona para pago de derechos, facilita el procesamiento de violadores de derecho, protege software de ordenador, y tipifica como delito . A pesar de que la ventaja el Ministerio Público ha tenido una aplicación enérgica, la Fiscalía Especializada en delitos contra la propiedad intelectual es una de las más efectivas del país. No obstante, su propuesta también establecería delitos nuevos, como para internet-vulneraciones de copyright basado, levantar las penas para infractions, y realzar medidas de frontera. Esta legislación propuesta es promovida con asistencia técnica de SIECA (el Sistema de Integración Económico americano Central).

## Ley de patente
Una Ley de Propiedad Industrial nueva (Ley 35) fue a fuerza en 1996 y proporciona 20 años de protección de patente de la fecha de archivar. Las patentes farmacéuticas están concedidas para únicos 15 años, pero puede ser renovado para un adicional diez años, si el dueño de patente autoriza una compañía nacional (mínimo de 30 por ciento propiedad panameña) para explotar la patente. La Ley de Propiedad Industrial proporciona protección concreta para secretos de comercio.

## Marcas
Ley 35 también proporciona protección de marca, simplificando el proceso de registrar marcas y haciéndolas renovables para periodos de diez años. La mayor característica importante de la ley es la concesión de ex officio, autoridad a agencias de gobierno para conducir investigaciones y aprehender e incautar los materiales sospechosos de ser falsificados . Decretos 123 de noviembre de 1996 y 79 de agosto de 1997 especifica los procedimientos a seguir por la Autoridad Nacional de Aduanas y oficiales de la Policía Nacional en conducir investigaciones y confiscando mercancías . En 1997, la fenecida  Dirección General de Aduanas, actual Autoridad Nacional de Aduanas creó una oficina especial para propiedad intelectual y aplicación industrial, seguido por una oficina similar creada por el CFZ en 1998. La Oficina de Inscripción de la Marca ha emprendido modernización significativa con una búsqueda en base de datos computarizada de registró marcas que es abierto al público.

## Tratados
Panamá es miembro de la Organización de Propiedad Intelectual Mundial (OMPI), la Convenio de Ginebra sobre Fonogramas, la Convenio de Bruselas sobre la distribución de señales portadoras de programas transmitidas por satélite, la Convención Universal sobre Derecho de Autor, la Convención de Berna para la Protección de Trabajos Literarios y Artísticos, la Convención de París para la Protección de Propiedad Industrial, y la Convención Internacional para la Protección de Variedades de Plantas. Además, Panamá fue uno de los primeros países en ratificar el Tratado de la OMPI sobre Derecho de Autor y el Tratado de la OMPI sobre Interpretación o Ejecución y Fonogramas, ambos firmados el 31 de diciembre de 1977.

## Aplicación
La protección de derechos de propiedad intelectual (IPR) en Panamá ha aumentado significativamente durante años recientes. El gobierno pasó una ley contra el Monopolio en 1996 ordenando la creación de tribunales comerciales para audiencias de casos anti-monopolio, patente, marca, y derechos de autor exclusivamente. Dos tribunales de distrito y un tribunal superior empezaron a operar en 1997 y han arbitrado disputas de propiedad intelectual. La política IPR y la práctica en Panamá es la responsabilidad de un intercomité institucional. Este comité consta de representantes de seis agencias de gobierno y opera bajo la jefatura del viceministro de Comercio Extranjero, quien coordina acciones de aplicación y desarrolla estrategias para mejorar conformidad con la ley.